# A szorocsinci vásár
A szorocsinci vásár Modeszt Petrovics Muszorgszkij Gogol novellája alapján komponált, befejezetlenül maradt vígoperája. Muszorgszkij 1875–1880 között dolgozott a művön, majd  félretette a kéziratot. 1881-ben bekövetkezett halála aztán végleg megakadályozta benne, hogy befejezze utolsó operáját. Az első előadásokon prózával pótolták a hiányzó részeket, majd 1915-ben Cezar Kjui saját zenéjével egészítette ki a darabot, amit ebben a formában 1917-ben mutattak be, nem túl nagy sikerrel. Pár év múlva Nyikolaj Cserepnyin Muszorgszkij más műveiből vett részletekkel egészítette ki az operát, amely ebben a formájában nagy sikert aratott az 1923-as monte-carlói bemutatón.

## Az opera szereplői és helyszínei
| Szereplő                        | Hangfekvés   |
| ------------------------------- | ------------ |
| Cserevik, paraszt               | basszus      |
| Gricko, fiatal paraszt          | tenor        |
| Afanaszij Ivanovics, a pópa fia | tenor        |
| A koma                          | basszbariton |
| Egy cigány                      | basszus      |
| Paraszja, Cserevik lánya        | szoprán      |
| Hivrja, Cserevik felesége       | alt          |

- Kórus: vendégek, lányok, legények, kereskedők, cigányok, nép.
- Történik: az ukrajnai Szoroncsinc faluban, a 19. század közepén.
- Színhelyek: I. felvonás; a vásár. II. felvonás és III. felvonás; Cserevik háza.
- Játékidő (Lamm–Sebalin-változat [lásd alább!]): I. felvonás: 30 perc, II. felvonás: 43 perc, III. felvonás: 28 perc

## Az opera cselekménye

### I. felvonás
Cserevik a szorocsinci vásáron akar túladni lován és búzáján. Paraszja, amíg apja a vásárlókkal, alkuszokkal tárgyal, belefeledkezik a forgatagba. Érdeklődve hallgatja egy cigány ember balladáját Belzebubról, az ördögről, aki belopakodik a szegény emberek házába, és ellopja, ami mozdítható. Gricko szeme hamar megakad a fiatal lányon, egyre közelebb lopódzik hozzá, majd udvarolni kezd neki, sőt egy óvatlan pillanatban csókot is vált vele. Ekkor érkezik meg Cserevik, és keresetlen szavak kíséretében küldi el a széptevőt. De amikor kiderül, hogy lánya udvarlója régi barátja gyereke, megenyhül és nem utasítja el, amikor Gricko megkéri Paraszja kezét. Betérnek egy ivóba, hogy nyugodtan átbeszélhessék az esküvő feltételeit. Itt jól leisszák magukat, majd egymást támogatva indulnak haza. Hivrja jól leszidja vőjelöltjét, amikor férjétől megtudja, hogy mi történt. Ennek Gricko is fültanúja, s az is kiderül számára, hogy a vásárban belebotlottak már egymásba anyósjelöltjével és most, hogy az asszony megtudta ki is ő, igencsak kedve támadt köszörülni rajta a nyelvét. 
Hivrja végül kosarat ad Grickónak. Ekkor tűnik fel ismét a cigány, aki figyelemmel kísérte az eseményeket, és most felajánlja Grickónak, hogy segít neki összehozni a kézfogót, ha megveszi az ökrét húsz rubelért. A legény végül lealkudja az állat árát tizenötre, amelyből öt rubelt oda is ad foglalónak. A cigány ezután elköszön, de megígéri, hogy még visszatér. Csereviket közben elnyomta az álom, Hivrja pedig főzni kezdett. Paraszja kihasználja az alkalmat, és kiszökik Grickóhoz. Most már nyugodtnak megvallhatják egymás iránti érzelmeiket.

### II. felvonás
Hivrja keltegetni kezdi az urát, aki útban van, mert az asszony a szeretőjét, a pópa fiát várja. Addig ügyeskedik, amíg sikerült összevesznie a férjével, és ki nem tessékeli a házból. Afanaszij meg is érkezik, és hamar enyelegni kezd az asszonnyal. Cserevik azonban nem ment messzire: némi borral több bátorságot öntött magába, majd Grickóval, a cigánnyal és néhány falubélivel újra visszatér. Nagy robajjal kopogtatnak, Afanaszij gyorsan az ágy alá rejtőzik. A belépő Cserevik észreveszi, hogy valami nincs rendben. Mindig határozott és ellentmondást nem tűrő asszonya ugyanis most határozottan meg van rémülve. Cserevik rázendít egy kozák dalra a vendégekkel, majd eszébe jut a cigány dala az ördögről, és kéri, énekelje el ismét. 
A cigány most arról énekel, hogy Belzebub egyszer Szorocsincben járt a vásáron. Beült az ivóba és elkezdett inni. Aztán elfogyott a pénze, ezért elhatározta, hogy eladja a vörös kabátját. Egy arra járó zsidó vette meg öt rubelért. Az ördög azonban figyelmeztette, hogy csak zálogba adja a kabátját, egy év múlva visszatér kiváltani. De a zsidó túladott a kabáton, egy év után pedig hiába kérte rajta számon ígéretét az ördög: az mindent tagadott. Ezért az ördög végigjárta a falu valamennyi házát. Ha a kabátját nem találta, akkor vitt helyette valami mást. Cserevik bátorsága közben egyre nő és felszólítja asszonyát, hogy nyissa csak ki az ablakot, ha be akar jönni az ördög, csak hadd jöjjön. A nyitott ablakban ebben a pillanatban megjelenik egy vörös disznófej.

### III. felvonás
Az események hatására hatalmas kavarodás támadt Cseverik házában. A hangos kiáltozásra előbújik az ágy alól Afanaszij is, akinek a fejére keveredik Hivrja alsószoknyája. A cigány jól tudja, hogy Afanaszij nem Belzebub, hanem a hűtlen feleség szeretője. Félrevonja hát Hivrját, a fejére olvassa bűnét, majd kijelenti, hogy hallgatásának ára van: bele kell egyeznie a fiatalok házasságába. Hivrja, hogy a botrányt elkerülje, áldását adja a házasságra.

## Az opera utóélete
Muszorgszkij 1875-ben kezdett el dolgozni a művön, a komponálást 1880-ig folytatta, de csak az első két felvonást készítette el. Az operatöredék ősbemutatója 1911-ben, a szentpétervári konzervatóriumban zajlott le, koncertszerűen. Az előadás után több zenészben felmerült, hogy érdemes lenne kiegészíteni, operaszínpadra alkalmazni a darabot. Ezért Arzenyij Golenyicsev-Kutuzov báró kiegészítette a töredékes librettót, a zenét pedig Rimszkij-Korszakov (1844–1908), illetve tanítványa, Anatolij Konsztantyinovics Ljadov (1855–1914), valamint Vjacseszlav Gavrilovics Karatyigin (1875–1925) egészítette ki. Az ily módon átdolgozott mű bemutatójára 1913-ban került sor Moszkvában. 
Az opera azonban nem érte el a várt sikert, ezért két év múlva Cezar Antonovics Kjui (1835–1918) egy újabb változatot készített belőle: a hiányzó zenei részeket saját kompozícióival pótolta ki, a dialógusokat zenei összekötő részekkel váltva fel. Kjui verziójának bemutatója 1917. október 26-án zajlott le a Mariinszkij Színházban, a várt siker ezúttal is elmaradt. Ezután Nyikolaj Nyikolajevics Cserepnyin (1873–1945) karolta fel A szorocsinci vásár ügyét: Muszorgszkij két felvonásához komponált egy harmadikat, jelenet áthelyezéseket hajtott végre, és a hiányzó zenei részeket Muszorgszkij más műveiből vett részletekkel pótolta ki. 
Az eredetileg az első felvonásban szereplő gopakot a mű végére tette, az első felvonást pedig Paraszja és Gricko szerelmi kettősével zárta le, amelyet Muszorgszkij a Don mentén egy kert virágzik, valamint a Szalambó című opera motívumai zenéje alapján állított össze.  A II. felvonás bevezetője lett a zeneszerző Éj a kopár hegyen című szimfonikus költeményének bevezető témája, ezenkívül Cserepnyin bővítette ki a kozák dalt is. Az ily módon átdolgozott mű ősbemutatójára 1923. március 27-én került sor Monte Carlóban. Ez a bemutató hozta meg az igazi áttörést. Ezután több operaház is színre vitte az operát, amelyet a monte-carlói bemutatón franciául adtak elő, de később visszafordítottak oroszra. Általában ma is ezt a változatot szokták színpadra állítani. 
Pavel Alekszandrovics Lamm (1882–1951) az 1900-as évek első felében készítette el Muszorgszkij műveinek kritikai kiadását. Az ő érdeklődését is felkeltette a szerző utolsó, befejezetlenül maradt vígoperája, ezért Visszarion Jakovlevics Sebalinnal (1902–1963) közösen kisebb módosításokat hajtottak végre az darabon. Lamm csak kisebb szerkezeti kiegészítéseket javasolt, a zenei anyag kisebb-nagyobb módosításait Sebalin végezte el. Az ő változatukat 1932. január 12-én mutatták be Moszkvában. A volt Szovjetunióban és Oroszországban ezt a verziót preferálják.
Magyarországon először a Szegedi Nemzeti Színház játszotta a darabot Kjui kiegészítéseivel, az 1940-es évek végén (a premier 1947. június 7-én volt). 1949 karácsonyának első napján a budapesti operaház is műsorra tűzte a darabot, de itt mindössze három előadást ért meg, és azóta sem újították fel. Az operaház mentségére szól, hogy A szorocsinci vásár sehol sem tudott igazi repertoárdarabbá válni, és ma már egyike az operairodalom kuriózumként bemutatott darabjainak.

## Az opera zenéje
A szoroncsinci vásárban nincs valódi drámai konfliktus, a librettó nem több az orosz nép életéből vett lírai jeleneteknél. A zene vidámságot és derűt sugároz. Muszorgszkij ezúttal a szláv népdalkincs derűsebb oldalát mutatta be, a zenei alapszöveten (amely nagyban épít a folklórra) csak elvétve látszanak melankolikusabb vonások. Muszorgszkij úgy érezte, hogy a Hovanscsina után ebben a művében közelítette meg leginkább realisztikus kifejezés szolgálatába állított melodikus recitativót. Az ukrán népdalok feldolgozása mellett, az ukrán nyelv hangsúlyait híven követő énekszólamokkal teremtette meg a szerző az ukrán környezetben játszódó opera alaphangulatát.

## Diszkográfia
[Valamennyi felvétel a Lamm–Sebalin-változatot örökíti meg]
- Gennagyij Troickij (Cserevik), Antonyina Klescsova (Hivrija), Ljudmila Belobragina (Paraszja), Alekszej Ivanovics Uszmanov (Gricko) stb.; a Szovjetunió Össz-szövetségi Rádiója és Központi Televíziója Énekkara és Nagy Szimfonikus Zenekara, vezényel: Yuri Ahronovitsch (1969) Мелодия–Eurodisc GD 69126
- Vlagyimir Anatoljevics Matorin (Cserevik), L. Zaharenko (Hivrija), Ligyija Csernih (Paraszja), Anatolij Miscsevszkij (Gricko) stb.; Moszkvai Akadémiai Sztanyiszlavszkij–Nyemirovics-Dancsenko Zenés Színház Ének- és Zenekara, vezényel: Vlagyimir Jeszipov (1983) Olympia OCD 114 A/B
- German Kuklin (Cserevik), Szvetlana Zaliznyak (Hivrja), Nagyezsda Jurjevna Rizskova (Paraszja), Vitalij Petrov (Gricko) stb.; Jekatyerinburgi Állami Akadémiai Operaház Ének- és Zenekara, vezényel: Jevgenyij Vlagyimirovics Brazsnyik (1996) Brilliant Classics 94865